# 안셀견장과일박쥐
안셀견장과일박쥐(Epomophorus anselli)는 큰박쥐과에 속하는 박쥐의 일종이다. 말라위에서 발견된다. 서식지 감소로 멸종 위협을 받고 있다. 통용명과 학명은 포유류 동물학자 안셀(Ansell)의 이름에서 유래했다.

## 특징
보통 크기의 박쥐로 몸통 길이가 104~145mm이고 전완장이 68~77mm이다. 귀 길이는 19~20mm이고 꼬리 길이는 2~4mm , 몸무게는 최대 57g이다. 털이 적당히 길다. 등 쪽 털은 갈색을 띠지만 배 쪽은 좀더 밝다. 주둥이는 가늘고 길며 눈은 크다. 귀는 비교적 짧고 털이 없다.

## 생태
열매 특히 워터베리의 열매를 먹는다. 6월에 탄자니아에서 새끼를 돌보는 암컷이 포획된다.

## 분포 및 서식지
말라위 카숭구국립공원과 카롱가의 두 군데 지역과 탄자니아 남서부 우가노 근처에서 관찰된다. 해발 최대 1,560m 이하의 산림 미옴보 사바나 지역에서 서식한다.